# Ясний (Архангельська область)
Ясний (рос. Ясный) — селище в Пінезькому районі Архангельської області Російської Федерації.
Населення становить 1574 особи. Входить до складу муніципального утворення Шилегське муніципальне утворення.

## Історія
Від 1937 року належить до Архангельської області.
Орган місцевого самоврядування від 2004 року — Шилегське муніципальне утворення.

## Населення
| 2002 | 2010  | 2012  |
| ---- | ----- | ----- |
| 1559 | ↘1299 | ↗1574 |